# باشگاه فوتبال ساوتال
باشگاه فوتبال ساوتال (به انگلیسی: Southall Football Club) یک باشگاه فوتبال در شهر ساوتال، کشور انگلستان است که در سال ۱۸۷۱ میلادی تأسیس شده‌است.